# كلارنس ماكاي
كلارنس ماكاي (بالإنجليزية: Clarence Mackay)‏ هو شخصية أعمال أمريكي، ولد في 17 أبريل 1874 في نيويورك في الولايات المتحدة، وتوفي في 12 نوفمبر 1938 في مانهاتن في الولايات المتحدة.

## وصلات خارجية
- كلارنس ماكاي على موقع الموسوعة البريطانية (الإنجليزية)